# Élie Bayol
Élie Marcel Bayol (Marsella, Francia, 28 de febrero de 1914-La Ciotat, Francia, 25 de mayo de 1995) fue un piloto de automovilismo francés.

## Carrera
Comenzó su carrera en Fórmula 2 y carreras de costa al inicio de los años 1950, siendo su mejor resultado un cuarto puesto en Cadours. En 1953, logró otro cuarto puesto en Pau y la pole position en Albi. Compitió en ocho Grandes Premios puntuables para el Campeonato Mundial de Fórmula 1 durante cinco años, debutando en 1952 en el Gran Premio de Italia en Monza. En 1953, ganó el Gran Premio d'Aix les Bains (F2) pilotando un OSCA 20. Tras dos años con la escudería OSCA, vuelve a Gordini en 1954 con Jean Behra. Marca dos puntos en el Campeonato Mundial gracias a su quinto puesto en el Gran Premio de Argentina de 1954 en Buenos Aires. En los 1000 km de Buenos Aires, perdió una rueda en el inicio de la competencia y se estrelló contra los espectadores, matando a uno.
Asimismo, disputó veinticinco carreras fuera del campeonato, siendo nuevamente cuarto en Pau. Paralelamente, también participó en carreras de automóviles sport y de resistencia, destacando cinco ediciones de las 24 Horas de Le Mans, de 1950 a 1954. Sin embargo, durante las pruebas de la edición de 1955 se hizo graves heridas en la cabeza. En 1956, aún hace algunas apariciones en Mónaco y en las 12 Horas de Reims, y desaparece del mundo de las carreras para dedicarse a su empresa en el comercio del automóvil.

## Resultados

### Fórmula 1
(Clave) (negrita indica pole position) (cursiva indica vuelta rápida)

| Año     | Escudería      | 1       | 2       | 3   | 4       | 5       | 6   | 7   | 8       | 9       | Pos. | Puntos |
| ------- | -------------- | ------- | ------- | --- | ------- | ------- | --- | --- | ------- | ------- | ---- | ------ |
| 1952    | Élie Bayol     | SUI     | 500     | BEL | FRA     | GBR     | GER | NED | ITA Ret |         | NC   | 0      |
| 1953    | Élie Bayol     | ARG     | 500     | NED | BEL     | FRA Ret | GBR | GER | SUI DNP |         | NC   | 0      |
| 1953    | O.S.C.A.       |         |         |     |         |         |     |     |         | ITA Ret | NC   | 0      |
| 1954    | Equipe Gordini | ARG 5   | 500     | BEL | FRA     | GBR     | GER | SUI | ITA     | ESP     | 19.º | 2      |
| 1955    | Equipe Gordini | ARG Ret | MON Ret | 500 | BEL DNP | NED     | GBR | ITA |         |         | NC   | 0      |
| 1956    | Equipe Gordini | ARG DNP | MON 6‡  | 500 | BEL     | FRA     | GBR | GER | ITA     |         | NC   | 0      |
| Fuente: |                |         |         |     |         |         |     |     |         |         |      |        |